# Companhia Estadual de Habitação
A Companhia Estadual da Habitação do Rio de Janeiro - CEHab é uma empresa estatal do governo do estado do Rio de Janeiro que tem por objetivo a construção de casas populares.
Criada pela Lei nº 263 de 29 de dezembro de 1962, com o objetivo de desenvolver a política habitacional do governo do estado da Guanabara e, principalmente, promover a erradicação das favelas. Foi instituída como Companhia de Habitação Popular do Estado da Guanabara, COHAB-GB, nome alterado após a fusão daquele estado com o Estado do Rio de Janeiro em 1975.
A mesma iniciou suas atividades com a construção dos conjuntos Vila Aliança em Bangu, Vila Kennedy em Senador Camará e Vila Esperança, em Vigário Geral como parte da política vigente de erradicação de favelas.
Com a criação do Sistema Financeiro de Habitação (SFH) e a utilização dos recursos do Banco Nacional de habitação (BNH - hoje extinto), a companhia começou a construir habitações para trabalhadores com renda de até 3 salários mínimos. Durante este período, foi construído o Conjunto Dom Jaime de Barros Câmara, que na época foi o maior projeto habitacional da América Latina, com uma população de 35.000 habitantes.
A partir de 1975, até os dias atuais, a CEHab-RJ continua construindo moradias para a população de menor renda, agora também para trabalhadores com renda de até 10 salários-mínimos, através do Sistema de Inscrição Pública. 
O deputado cassado Eduardo Cunha (MDB-RJ) presidiu a CEHAB entre 1999 até 2000. Anteriormente foi presidente da antiga empresa de telecomunicações carioca TELERJ de 1991 até 1993.